# Prawo Wzgórz Golan
Prawo Wzgórz Golan 5742-1981 (hebr. חוק רמת הגולן, התשמ"ב-1981, Chok Ramat ha-Golan 5742-1981) – akt prawny, uchwalony przez izraelski Kneset 14 grudnia 1981 roku, stanowiący o rozszerzeniu obowiązywania izraelskiego prawa, jurysdykcji i administracji na Wzgórza Golan, co de facto uznano za ich aneksję.
Prawo to uchwalono wbrew rezolucji Rady Bezpieczeństwa ONZ nr 242 z 22 listopada 1967 roku, która wezwała Izrael do wycofania się ze wszystkich terytoriów zajętych w trakcie wojny sześciodniowej i okupowanych po niej. Aneksja Wzgórz Golan spotkała się z potępieniem przez społeczność międzynarodową. 17 grudnia 1981 roku Rada Bezpieczeństwa ONZ wydała rezolucję nr 497, która wezwała Państwo Izrael do wycofania się z tej decyzji, określając jednocześnie Izrael mianem „siły okupującej”.
W 2019 roku Stany Zjednoczone, jako jedyne państwo na świecie, uznały izraelską aneksję Wzgórz Golan.

## Tło uchwalenia aktu
W wyniku wojny sześciodniowej w 1967 roku Izrael zajął i rozpoczął okupację syryjskich Wzgórz Golan. Jest to obszar o istotnym znaczeniu: zapewnia kontrolę Jeziora Tyberiadzkiego i rzeki Banjas, której wody zasilają Jordan. Przed wojną, z pozycji na wzgórzach artyleria syryjska prowadziła ostrzał izraelskich miejscowości przy granicy syryjsko-izraelskiej. Zajęcie Wzgórz Golan odsunęło to zagrożenie i pozwoliło Izraelczykom na zdobycie obszaru, który mógłby być wykorzystany jako pierwsza linia obrony w razie kolejnego konfliktu.

22 listopada 1967 roku rezolucja Rady Bezpieczeństwa ONZ nr 242 wezwała Państwo Izrael do wycofania się ze wszystkich terytoriów zajętych podczas wojny w 1967 roku.
29 sierpnia 1968 roku Jigal Allon przedłożył premierowi Lewiemu Eszkolowi propozycję aneksji Wzgórz Golan, jednak premier nie zaakceptował tej propozycji. Izraelscy politycy byli świadomi, że Syria nie będzie chciała prowadzić rozmów pokojowych na innych warunkach niż powrót do granic sprzed 1967 roku. Dlatego postanowiono zasiedlać zdobyte wzgórza, kierując się polityką faktów dokonanych .
14 grudnia 1981 roku Kneset przegłosował stosunkiem głosów 63 do 21 przyjęcie Prawa Wzgórz Golan. Premier Menachem Begin uzasadniał uchwalenie tego aktu tym, iż stosunek Syrii do Izraela pozostawał wciąż wrogi, a armia syryjska zaczęła rozmieszczać swoje siły w sąsiednim Libanie.

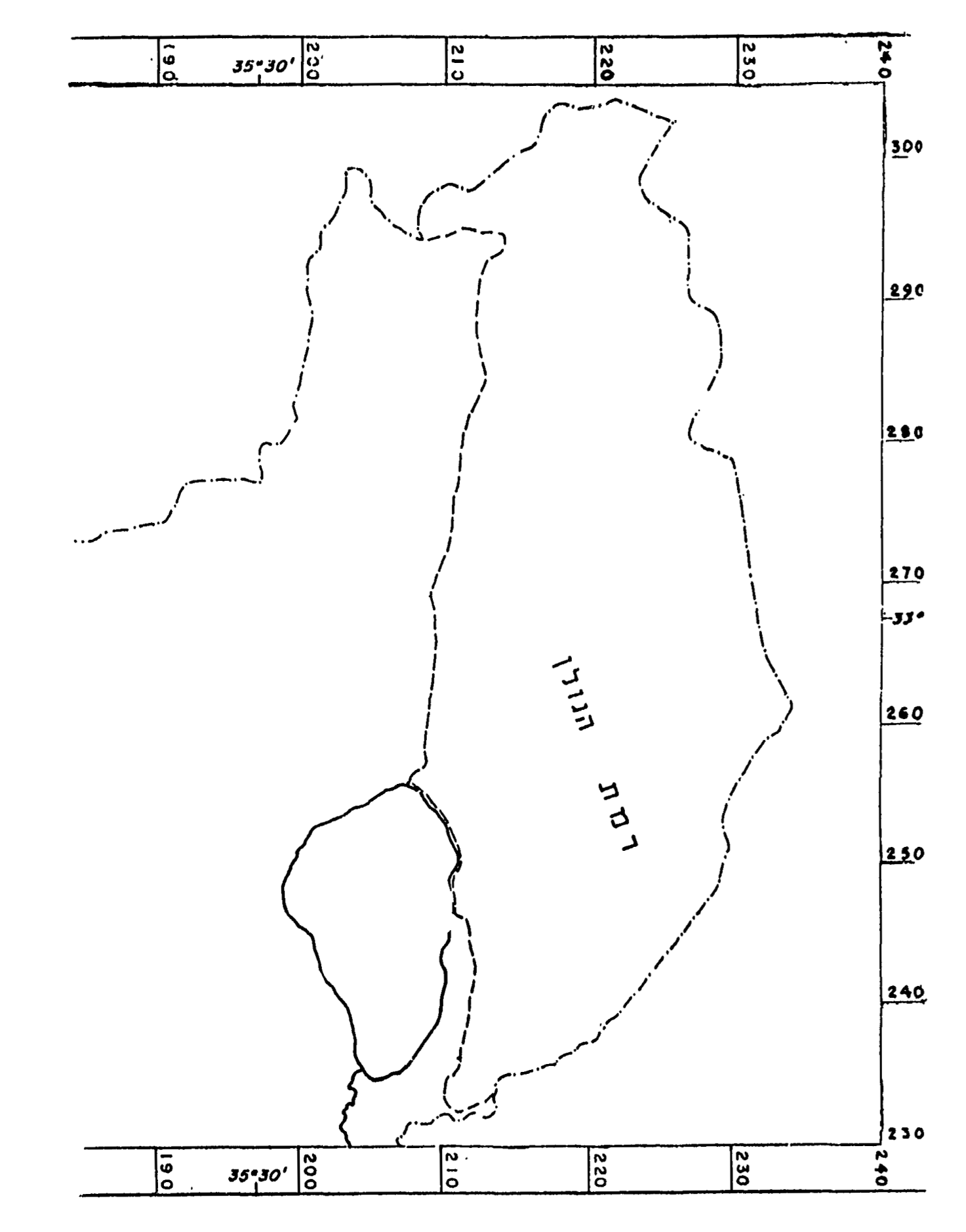
Mapa Wzgórz Golan będąca załącznikiem do aktu prawnego

Poza względami geopolitycznymi akt prawny, będący de facto aneksją Wzgórz Golan, miał zapobiec ewentualnemu zwrotowi tego obszaru Syrii i ponownemu ufortyfikowaniu go przez armię syryjską. Izraelczycy wiedzieli, że fakt aneksji nie zostanie poparty przez społeczność międzynarodową, dlatego postanowiono wykorzystać zainteresowanie Stanów Zjednoczonych wprowadzeniem stanu wojennego w Polskiej Rzeczypospolitej Ludowej. Była to również próba umocnienia poparcia dla premiera Begina wśród społeczeństwa i w samym Likudzie .
17 grudnia 1981 roku Rada Bezpieczeństwa ONZ wydała rezolucję nr 497, która wezwała Państwo Izrael do wycofania się z przyjętego prawa i uznała je za sprzeczne z prawem międzynarodowym.
W 2019 roku Donald Trump jednostronnie uznał izraelską aneksję Wzgórz Golan, a Sąd Najwyższy Stanów Zjednoczonych stwierdził, że uznanie innych państw i ich granic są prerogatywą prezydenta. Decyzja została potępiona przez Unię Europejską, sekretarza generalnego ONZ, Rosję i Chiny .

## Treść aktu
Prawo Wzgórz Golan składa się z trzech artykułów i załącznika przedstawiającego mapę obszaru. Artykuły mają następujące brzmienie:
Art. 1 Prawo, jurysdykcja i administracja państwa będą stosowane na obszarze Wzgórz Golan, określonym w załączniku.
Art. 2 Prawo wejdzie w życie w dniu przyjęcia go przez Kneset.
Art. 3 Za wdrożenie tego prawa odpowiedzialny jest minister spraw wewnętrznych, który przy wsparciu ministra sprawiedliwości, jest uprawniony do przygotowywania rozporządzeń w celu wdrożenia prawa oraz do przygotowywania przepisów tymczasowych dotyczących dalszego stosowania rozporządzeń, zarządzeń, nakazów administracyjnych, praw i obowiązków, które obowiązywały na Wzgórzach Golan przed wejściem w życie niniejszego prawa.